# Хунайфіс (копальня)
Хунайфіс (копальня) — гірничодобувне підприємство в Сирії, яке здійснює розробку однойменного родовища фосфоритів, що лежить за пів сотні кілометрів на південний захід від оази Тадмор (Пальміра).
Розробка родовища Хунайфіс почалась в 1971 році. Видобуток провадять відкритим способом із двох пластів з середньою товщиною 3,36 метра та 3,92 метра (максимальна товщина 7,1 та 12,5 метра), які розділені прошаром вапняків завтовшки лише 0,7—1,45 метра.
Видобуті фосфорити переважно спрямовують на експорт з використанням залізниці та порту Тартус, проте частину продукції споживає сирійський Комплекс з виробництва добрив у Хомсі.
У 2009-му видобуток з копальні Хунайфіс становив 800 тисяч тонн.
Під час громадянської війни 2010-х років рудник в якийсь момент був вимушений припинити роботу. В 2021-му Міністерство нафти та мінеральних ресурсів Сирії оголосило про завершення реабілітації збагачувальної фабрики Хунайфіс потужністю 650 тисяч тонн на рік (при цьому планувалось збільшити цей показник до 850 тисяч тонн).